# ラデ・プリカ
ラデ・スタニスラフ・プリカ（Rade Stanislav Prica, 1980年6月30日 - ）は、スウェーデン・クロノベリ県ユングビュー出身の元同国代表サッカー選手、現サッカー指導者。現役時代のポジションはFW。自身のルーツであるセルビア語に基づきプリツァとも表記される。
スウェーデン、デンマーク、ノルウェーのスカンディナヴィア3か国全てでリーグ優勝した唯一の選手。

## 経歴

### クラブ

#### スウェーデン
セルビア人の父とクロアチア人の母の間に生まれたプリカは、地元のユングビューIFの下部組織でキャリアを始め、15歳の時に同チームのトップチームでデビュー以降3シーズンの在籍で37試合14得点を記録。1998年にトップリーグの強豪ヘルシンボリIFと契約し、1年目のチームは2位の好成績で終えるも、個人としての出場は1試合にとどまったが、翌年は、オーゲ・ハレイデ監督の下でアリルド・スタヴラムとコンビを組むなど出場機会を増やし、6得点を挙げ優勝に貢献した。
シーズン終了後にハレイデ監督がデンマークのブレンビーIFへと去ったことで、新たにナンネ・ベリスタランド監督を迎えた2000年は、BATEボリソフとインテルナツィオナーレ・ミラノを破り、UEFAチャンピオンズリーグ 2000-01に出場した。パリ・サンジェルマンFC、バイエルン・ミュンヘン、ローゼンボリBKとのグループリーグでチームは最下位に終わったものの、バイエルン・ミュンヘンとパリ・サンジェルマン相手に引き分けに持ち込み、ノルウェー王者ローゼンボリ戦では、イェスパー・ヨハンソンとアルヴァロ・サントスの得点で勝利した。プリカ個人としては、ローランド・ニルソン、スヴェン・アンデション (1963年生まれサッカー選手)、ウルリク・ヨハンソン、ヨゾ・マトヴァチと共に全6試合に出場し、アウェーのローゼンボリ戦（1-6）で初得点を挙げた。一方の国内リーグでは、連覇を達成することは出来なかったものの、得点ランク6位の11得点（チーム内最多得点）を挙げ、2位でのシーズン終了とUEFAカップ2001-02出場権獲得に貢献とチームとしても個人としても良い時期を過ごしていたが、2001年は5位で欧州カップ戦を逃し、プリカは7得点に終わった。
2002年初めに6試合出場後にチームを変更することを決意し、ドイツへと渡っていった。ヘルシンボリでは、74試合27得点を記録した。

#### ドイツ、デンマーク、イングランド
ドイツ
ドイツのハンザ・ロストックに移籍したプリカは、ピーテル・ウィブラン、アンドレアス・ヤコブソン、マーカス・ランツ、ヨアキム・パーション、マグナス・アルヴィドソンの5名の同胞と共にプレーすることになり、2003年2月1日の1.FCニュルンベルク戦で6人のスウェーデン人選手が先発出場したため、ブンデスリーガで同じ外国籍選手が同時出場した最多人数を記録した。。また、移籍1年目は、2002年8月24日のエネルギー・コットブス（4-0）で初得点を記録以降で7得点を挙げ、途中加入ながらレネ・リドレヴィッツ、バシル・サルー、マルコ・フォアベックを抑え、チーム内最多得点を決める活躍を見せた。しかし、翌シーズンにブンデスリーガ得点王のタイトルを2度獲得したマルティン・マックスが加入してくると、ユーリ・シュルンツ監督はプリカを主にマックスの控えとして起用したことで3得点に終わり、またマックスは得点ランク3位の20得点を挙げた。
シーズン終了に伴いマックスが引退したことでレギュラーの座を取り戻し、2004-05シーズンを通してアントニオ・ディ・サルヴォや新加入のマルクス・アルベックとコンビを組むことになったが、マックスの穴を埋めることは出来ず苦しい状況が続き、11月になりヨルク・ベルガー監督が新たに就任するも、依然として状況は変わらず、最終的に下から2番目の順位で2部降格が決定。これに伴い中心選手のウーヴェ・メールレ、マティアス・ショーバー、トーマス・ラスムッセンと共にプリカも関心を寄せられたが、チームは売却を拒否した。2005-06シーズンを2部で戦うことになったチームは、フランク・パーゲルスドルフ監督を新たに迎え、シーズンを開始するも3部降格間近（シーズンを10位で終えるも、降格圏のチームから勝ち点差2）、プリカ個人としても先発とベンチを行き来する苦しい日々を過ごし、最終的に29試合4得点を記録。2006年3月17日にデンマークのオールボーBKと3年契約を結んだことが発表され、シーズン終了後に退団することが決定した。
デンマーク
ヴィボーFFとの開幕戦（3-1）で2得点を挙げ、最初の4試合で5得点とハイペースに得点を重ねていたが、14試合連続無得点の困難に陥った。第20節のACホーセンス戦で得点以降は調子を取り戻し、最終的に32試合19得点を記録し、モアテン・ノアストランやモアテン・ラスムセンを抑え得点王となり、デンマークの地で嘗ての点取り屋としての姿に戻っていった。翌シーズンも12月までの間で16試合9得点と好調さを見せ、同胞のエリック・ハムレーン監督の下でマルティン・ペデルセン、マティアス・リンドストローム、ミカエル・ヤコブセン、カリム・ザラといった中心選手と共にチームを牽引した。
イングランド
デンマークでの活躍から、2007年はスウェーデン代表に定期的に招集され、初得点を含む2得点を記録していたことで、欧州のトップリーグから注目を集めることになった。2008年1月23日に移籍金200万ポンドでロイ・キーン監督率いるイングランドのサンダーランドAFCへ加入し、デビュー戦となった1月29日のバーミンガム・シティFC戦でドワイト・ヨークに代わり後半頭から出場すると得点を挙げ、2得点目はオフサイド判定で無効となったものの活躍を見せたが、マイケル・チョプラ、ケンワイン・ジョーンズとのレギュラー争いに敗れ、出場機会は滅多に訪れず、先発出場は1試合もなかった。そんな、プリカに対して2009年1月にイギリスの2チームと前所属のオールボーから関心を寄せられ、最終的に3月9日にノルウェーのローゼンボリBKへの4年契約で加入することが決定。また、オールボー時代に指導を受けたハムレーン監督と再会することとなった。

#### ノルウェー
2009シーズンの開幕戦ではステファン・イヴェルセンの控えだったものの、後半戦からレギュラーの座を掴みチームの2シーズンぶりにして通算21度目の優勝に貢献。プリカ個人としては移籍1年目で17得点を挙げ得点王に輝き、さらにリーグ最優秀FWに選出された。翌年は、1年目ほどではなかったものの23試合13得点を挙げ連覇にして無敗優勝に貢献。2011年は開幕戦、第2節のスターベクIF戦とSKブラン戦の両試合を1-2で落とし、またプリカも得点を挙げることが出来ない苦しい状況だったが、2011年4月10日の第3節リールストロムSK戦（4-4）で4得点を挙げ、最終的にこのシーズンは得点王から僅か1得点差の16得点を記録した。

#### イスラエル
2013年1月9日にイスラエルのマッカビ・テルアヴィヴFCと合意に達したと報道された。

#### 母国復帰
2016年7月11日にヘルシンボリに復帰することが発表された。翌年1月14日にマッカビ・ペタク・チクヴァFC移籍し再びイスラエルでプレーするが、7月11日にスウェーデン・ディヴィジョン1（実質3部）のランズクルーナBoISに加入。11月11日に同クラブを退団し、スウェーデン・ディヴィジョン2（実質4部）のラムルサ・スードラFFのコーチングスタッフに入閣した。

### 代表
U-21でプレーしていたものの、クラブでの活躍が認められ、2001年2月に北欧リーグ選抜ながらキングスカップへ向けてのメンバーとしてトミー・セデベリ監督とラーシュ・ラーゲルベック監督率いるA代表に初招集された。同大会開幕戦のタイ戦（4-1）で先発出場で代表デビューを果たし、66分にマーティン・アスランドと交代するまでプレーした。残りの2試合はそれぞれ途中出場だったものの、チームの優勝に貢献した。2007年1月18日のエクアドル（1-2）と同年9月12日のモンテネグロ（2-1）との親善試合で得点を挙げた。

## タイトル

### クラブ
ヘルシンボリ
- アルスヴェンスカン : 1999

オールボー
- デンマーク・スーペルリーガ : 2007-08

ローゼンボリ
- エリテセリエン : 2009, 2010

マッカビ・テルアヴィヴ
- イスラエル・プレミアリーグ : 2012-13, 2013-14, 2014-15
- グヴィア・ハメディナ : 2014-15
- トト・カップ（英語版） : 2014-15

### 個人
- デンマーク・スーペルリーガ得点王 : 2006-07
- エリテセリエン得点王 : 2009
- クニクセン・アワード（英語版） 最優秀FW部門 : 2009